# لید بلی (فیلم)
لدبلی (انگلیسی: Leadbelly) محصول ۱۹۷۶، زندگی خواننده بلوز هودی لدبتر را روایت می‌کند. این فیلم به کارگردانی گوردون پارکس و با بازی راجر ای ماسلی در نقش اصلی، مشکلات دوران جوانی لدبتر را در جنوب آمریکا و زندگی او در دوران جداسازی نژادی به تصویر می‌کشد. فیلم به تجربیات او در زندان و تلاش‌های او برای استفاده از موسیقی به‌منظور آزادی از زندان می‌پردازد. لدبلی به‌تدریج به یکی از چهره‌های برجسته موسیقی بلوز تبدیل می‌شود.

## خلاصه داستان
هادی لدبِتِر در اوایل بیست سالگی خانهٔ پدری‌اش را ترک می‌کند و به روسپی‌خانه‌ای در خیابان فانین در شریوپورت می‌رسد که توسط خانم یولا اداره می‌شود. یولا به او لقب لدبلی می‌دهد و از او می‌خواهد در بارش گیتار بزند. مدتی از او مراقبت می‌کند تا اینکه پلیس از راه می‌رسد و مهمانی را بهم می‌زند. لدبلی و پیرمردی با قطار فرار می‌کنند و لدبلی یک گیتار آکوستیک دوازده سیم از پیرمرد می‌خرد. او برای پیدا کردن کار، به چیدن پنبه مشغول می‌شود. طولی نمی‌کشد که با قطار به سیلور سیتی می‌رود و در آنجا با بلایند لمون جفرسون آشنا می‌شود و آنها شروع به اجرای برنامه با هم می‌کنند.
در یکی از اجراها، مردی مست به لدبلی می‌گوید که به نواختن ادامه دهد و او را تهدید می‌کند. لدبلی در پاسخ، گیتارش را بر سر او می‌کوبد و دستگیر می‌شود. او از زندان فرار می‌کند و زندگی عادی خود را از سر می‌گیرد تا اینکه او و دو مرد دیگر پس از یک شب نوشیدن به خانه برمی‌گردند. یکی از مردان اشاره می‌کند که زن مرد دیگر در آن شب با لدبلی رابطه جنسی داشته است. آن مرد اسلحه‌ای بیرون می‌کشد تا به لدبلی شلیک کند، اما لدبلی نیز اسلحه خود را بیرون می‌کشد و می‌تواند زودتر به مرد دیگر شلیک کند و او را بکشد. او به زندان انداخته می‌شود و در آنجا مجبور به کار در گروهی از زندانیان می‌شود که با زنجیر به هم بسته شده‌اند. وقتی سعی می‌کند فرار کند، دستگیر و در جعبه‌ای زندانی می‌شود. پدرش از راه می‌رسد و سعی می‌کند لدبلی را آزاد کند، اما موفق نمی‌شود. قبل از رفتن، او رئیس زندان را متقاعد می‌کند که یک گیتار آکوستیک دوازده سیم به لدبلی بدهد.
پس از گرفتن گیتار جدید، او آهنگی برای فرماندار پت موریس نف می‌نوازد که به لدبلی اطمینان می‌دهد آزاد خواهد شد. پس از خروج از زندان، به خیابان فانین بازمی‌گردد و می‌بیند که شکوه سابق خود را از دست داده است و با خانم یولا ملاقات می‌کند. او به خانهٔ پدری‌اش برمی‌گردد، اما متوجه می‌شود که خانوادهٔ جدیدی در آنجا زندگی می‌کنند. گروهی از مردان به لدبلی حمله می‌کنند و گلویش را می‌برند. لدبلی در دفاع از خود، مردی را با چاقو می‌کشد، اما دوباره به زندان می‌افتد. جان و آلن لوماکس به زندان می‌روند و با لدبلی مصاحبه می‌کنند و از او می‌خواهند تمام آهنگ‌هایش را برایشان بنوازد. پس از اینکه لدبلی داستان زندگی خود را تعریف می‌کند، آنها به او می‌گویند که برای آزادی او تلاش خواهند کرد. فیلم با نوشته‌ای به پایان می‌رسد که بیان می‌کند لدبلی از زندان آزاد شد و حرفه موسیقی خود را دنبال کرد.

## بازیگران
- راجر ای. ماسلی در نقش هادی «لدبلی» لدبِتِر/ والتر بوید
- پال بنجامین در نقش وس لدبِتِر
- مج سینکلیر در نقش خانم یولا
- آلن منسون در نقش رئیس زندان
- آلبرت هال در نقش دیکلیکر
- آرت ایوانز در نقش بلایند لمون جفرسون
- جیمز برودهد در نقش جان لوماکس
- جان هنری فالک در نقش فرماندار پت نف
- ویویان بونل در نقش پیرزن
- دانا مانو در نقش مارگارت جاد
- لین همیلتون در نقش سالی لدبِتِر
- ویلیام وینترسول در نقش کلانتر